# Chris Otule
Christopher Chukwunonso Otule (* 4. Januar 1990 in Houston) ist ein US-amerikanisch-nigerianischer Basketballspieler.

## Laufbahn
Otule, der mit der Augenerkrankung Grüner Star geboren wurde und auf dem linken Auge blind ist, spielte als Schüler an der Bush High School nahe Richmond (US-Bundesstaat Texas). Zwischen 2008 und 2014 war er Student und Basketballspieler an der Marquette University. Sein Aufenthalt an der Hochschule wurde von Verletzungen geprägt: In der Saison 2008/09 fehlte er zeitweise wegen eines Knochenbruchs im linken Fuß, in der Saison 2009/10 erlitt er einen Bruch im rechten Fuß. Aufgrund eines Anfang Dezember 2011 erlittenen Kreuzbandrisses verpasste er die folgenden Begegnungen des Spieljahrs 2011/12. Er bestritt insgesamt 124 Spiele für Marquette (5 Punkte, 3,6 Rebounds, 1,2 geblockte Würfe/Spiel).
Seine Laufbahn als Berufsbasketballspieler begann Otule bei den Crailsheim Merlins in der deutschen Basketball-Bundesliga, nachdem sich zuvor eine Verpflichtung durch den türkischen Zweitligisten Mersin Büyükşehir Belediyesi zerschlagen hatte. Er erzielte für die Hohenloher in 33 Bundesliga-Spielen im Schnitt 9,2 Punkte und 4,8 Rebounds je Begegnung. Otule blieb ein zweites Jahr in der Bundesliga, stand 2015/16 in Diensten des Mitteldeutschen BC und verbesserte die Werte aus der Vorsaison auf 11,2 Punkte und 4,9 Rebounds je Begegnung.
Otule stand in den folgenden Jahren bei drei französischen Erstligisten unter Vertrag, unterbrochen durch ein Engagement im Sommer 2017 bei Henan Shedianlaojiu in China. In Straßburg kam er im Herbst 2017 in fünf Spielen zum Einsatz und wechselte im Oktober 2017 innerhalb der Liga zu BCM Gravelines. Im Sommer 2018 ging er wieder nach China und spielte für Guizhou Senhang. Ende Oktober 2019 wurde er abermals von Antibes verpflichtet.
In Folge eines weiteren Aufenthalts in China, diesmal bei der Mannschaft Guizhou Guwutang Tea, wechselte Otule nach Japan. In der Saison 2020/21 überzeugte Otule beim israelischen Drittligisten Maccabi Kiryat Motzkin mit Mittelwerten von 19,8 Punkten sowie 12,1 Rebounds und 2,6 geblockten Würfen je Begegnung, ehe er wieder nach Japan ging.